# ウジツェ
ウジツェ（セルビア語: Užice/Ужице, 発音: [uʒitsɛ]）は、セルビア西部ズラティボル郡の都市及び基礎自治体で、ズラティボル郡の郡都である。ジェティニャ川（Đetinja）河畔の都市で、2002年の国勢調査による人口はウジツェ市街が83,022人、周辺の自治体を含めた基礎自治体全体では102,463人であった。

## 歴史

### 古代
ウジツェ周辺に最初の集落を形成したのはイリュリア人で、とくにパーシニィ族（Parthini）やアウタリアタエ族（Autariatae）などの部族であった。彼らの墓地はこの地域一帯で発見されている。ローマ帝国に併合されてからは属州ダルマチアの一部であった。

### 中世・オスマン支配
中世スラヴ人がやって来るようになり、白セルビアからのセルビア人もやって来た。1180年辺りから、ストラツィミール（Župan Stracimir）の支配下であったウジツェからラシュカにかけてをステファン・ネマニャ（Grand Župan Stefan Nemanja）が併合した。ステファン・ドラグティンが弟のステファン・ウロシュ2世ミルティンに王位を譲った際、ウジツェ地域の支配権は保持し、ハンガリー王からマチュヴァ（Mačva）地域を得て、スレム王国を形成した。ドラグティン王が死去した時、彼の領地はセルビア王国に併合されている。皇帝ステファン・ウロシュ4世ドゥシャンの死後、ウジツェはヴォイスラヴ・ヴォイノヴィッチ (en) の支配下に入るが、ニコラ・アルトマノヴィッチ (en) の強力な力によって倒される。ラザル・フレベリャノヴィチとボスニア王国のトヴルトコ1世 (en) は共闘し、ニコラ・アルトマノヴィッチを倒し領地を二分割しウジツェはラザルの支配下となった。
1463年、旧市街の中世ウジツェ砦はオスマン帝国の手に落ち、第一次セルビア人蜂起 (en) が起こりセルビア人軍事組織によって解放される1807年までベオグラード・パシャルクの一部であった。地域や地区の行政的な中心地である他、多くの商人や手工業者を集めていた。工業都市として開発されるようになったのはほんの19世紀末のことで、小規模な毛布や手織りのフェルトなどの製造工場がウジツェで1868年に操業を開始し、1880年に製革工場が設立された。ウジツェはセルビアでは初のニコラ・テスラの原理による水力発電が用いられた町で、1900年にジェティニャ川に造られた。

### ウジツェ共和国
ウジツェは1941年、パルチザンによって解放されたウジツェ共和国の首都となった。共和国は短命な軍事小国家で、1941年秋に消滅するまでの間、ナチス・ドイツの傀儡政権であるセルビア救国政府の西部を占めていた。ウジツェ共和国は、現在のセルビア領の西部の大部分を占めており、その領域は、北はスクラーペジュ川（Skrapež）、西はドリナ川、東は大モラヴァ川 (en) 、南はウヴァツ川 (en) の範囲である。人口は300,000人で、当時軍事用に使われる製品が製造される工場が立地していた。鉄道や道路は機能しており、新聞や書籍も出版されていた。1941年9月に再びドイツ国防軍によって占領されパルチザンはボスニアやサンジャク、モンテネグロに逃れている。

### ユーゴスラビア時代
第二次世界大戦後に成立したユーゴスラビア連邦人民共和国時代、ウジツェはティトヴォ・ウジツェ（Титово Ужице / Titovo Užice）に改名された。1992年に社会主義体制が放棄されると、ヨシップ・ブロズ・チトーを意味するティトヴォは除かれ、もともとの名称であるウジツェが復活した。ウジツェを含めて、旧ユーゴスラビア諸国では8つの町が、チトーの名を町の呼称から外している。社会主義時代には多くのインフラ整備や投資を受け、ユーゴスラビア国内では街の規模に比してもっとも開発の進んだ街のひとつとなった。

### 1990年代
1990年代、ウジツェの経済はユーゴスラビア紛争や地域の不安定さから急速に縮小した。1999年、NATOのアライド・フォース作戦によってウジツェでもいく度かにわたり空爆を受けている。最大規模のものは1999年5月6日起こったもので、多くの道路や空港、民間や政府の建物が破壊された。ウジツェでの大規模な空爆の後、数千もの市民が市中心の広場に集まり破壊や市民の殺害に対して抗議をした。

## 経済
ウジツェの経済はウジツェ自治体を中心に開発が行われている。もっとも開発が進んでる分野は非鉄冶金、金属加工、織物工業などである。ウジツェ自治体はウジツェ基礎自治体内の30%の製品出荷割合を占めている。ウジツェ経済を担う企業には非鉄冶金分野ではヴァリャオニツァ・バクラ（Valjaonica bakra）、銅やアルミの圧延機を扱うヴァリャオニツァ・アルミニユマ（Valjaonica aluminijuma）、金属加工の分野ではメタロプレラダ（Metaloprerada）、アルファプラスト（Alfaplast）、トヴルディ・メタル（Tvrdi metal）、ウォクサル（Woksal）、シンテール（Sinter）、アウトヴェンティル（Autoventil）、ファサウ（FASAU）、織物分野ではフロテクス（Frotex）、カディニャチャ（Kadinjača）、デサ・ペトロニイェヴィッチ（Desa Petronijević）など、他に化学製品ではモクラ・ゴラ（Mokra Gora）のコトロマン（Kotroman）や皮革や柔毛加工のパルティザンカ（Partizanka）などの工場が立地する。工業以外では建設業、運輸業、土木業、金融、医療、教育などである。ユーゴスラビア時代の1981年、ウジツェは開発が進んだ都市としてGDPはユーゴスラビア平均の157%であった。

## 文化
市の中央広場には劇場や図書館が立地する。また、その周辺には新聞社やラジオ、テレビ局、出版社などもある。ギャラリーが旧市街のパシノヴァツ（Pašinovac）にある他、東側の主要な通りには国立博物館が立地し、ウジツェの歴史を感じさせる展示がある。ウジツェ・ギムナジウムはセルビアではもっとも古くに成立した高校で、他にも多くの学校がある。

## 地区
Užice・Bioska・Bjelotići・Buar・Vitasi・Volujac・Vrutci・Gorjani・Gostinica・Gubin Do・Dobrodo・Drežnik・Drijetanj・Duboko・Zbojštica・Zlakusa・Kamenica・Karan・Kačer・Keserovina・Kotroman・Krvavci・Kremna・Kršanje・Lelići・Ljubanje・Mokra Gora・Nikojevići・Panjak・Pear・Ponikovica・Potočanje・Potpeće・Ravni・Raduša・Ribaševina・Sevojno・Skržuti・Stapari・Strmac・Trnava

## 出身人物
- リュボミィル・リュボエビッチ - チェスプレーヤー
- イゴール・ズラタノヴィッチ - サッカー選手